# Абу Саїд Усман III
Абу Саїд Усман III (араб. عثمان الثاني المريني; нар. 1383 — 21 жовтня 1420) — 21-й маринідський султан Марокко в 1398—1420 роках.

## Життєпис
Походив з династії Маринідів. Син султана Ахмада I. Народився 1383 року. 1398 року після смерті брата Абдаллаха успадкував трон. На цей час держава перебувала в складній економічній ситуації через постійні епідемії та посухи, що спричинили голод, місцеві намісники ставали більш незалежними.
Спочатку поринув у розваги, передавши кермо візирам. Втім зрештою поступово став займатися державними справами. 1401 року відправив війська, які повалили Абу Мухаммада I, султана Тлемсена, що перед тим позбавив трону Абу Заяна II, вірного васала Маринідів. На трон було посаджено Абу Абдаллаха I.
1410 року залога Гібралтара, що належав гранадському еміру Юсуфу III, перейшла на бік Усмана III. Війська Маринідів зайняли низку замків у районі Гібралтарської протоки, порти Марбелья і Естелона. В цей час Гранадський емірат на півночі протистояв Кастидії і Арагону. Втім у 1411 році маринідське військо зазнало поразки й відступило до Гібралтару. Брат султана — Абу Саїд — внаслідок зради мусив здати фортецю. Усман III відправив листа до Юсуфа III з проханням стратити брата за здачу. Втім той надав Абу Саїду військо, з яким він рушив проти Усмана III.
Разом з тим 1411 року під час нової боротьби за трон між Заянідами поставив султаном Тлемсеном свого претендента — Абу-Маліка I.
1415 року португальське військо на чолі з Жуаном I, королем Португалії, захопило Сеуту. 1419 року Усман III спробував відвоювати місто, проте зазнав невдачі. Це в свою чергу знищило авторитет султана серед знаті та військовиків. В результаті внаслідок заколоту 1420 року Усмана III було повалено та вбито. Новим султаном поставлено його сина Абд аль-Хакка II.